# پیچ‌لند، بریتیش کلمبیا
پیچ‌لند، بریتیش کلمبیا (به انگلیسی: Peachland, British Columbia) یک منطقهٔ مسکونی در کانادا است که در بریتیش کلمبیا واقع شده‌است. پیچ‌لند ۵٬۴۲۸ نفر جمعیت دارد و ۳۶۰ متر بالاتر از سطح دریا واقع شده‌است.